# Beriózovka (Vorónej)

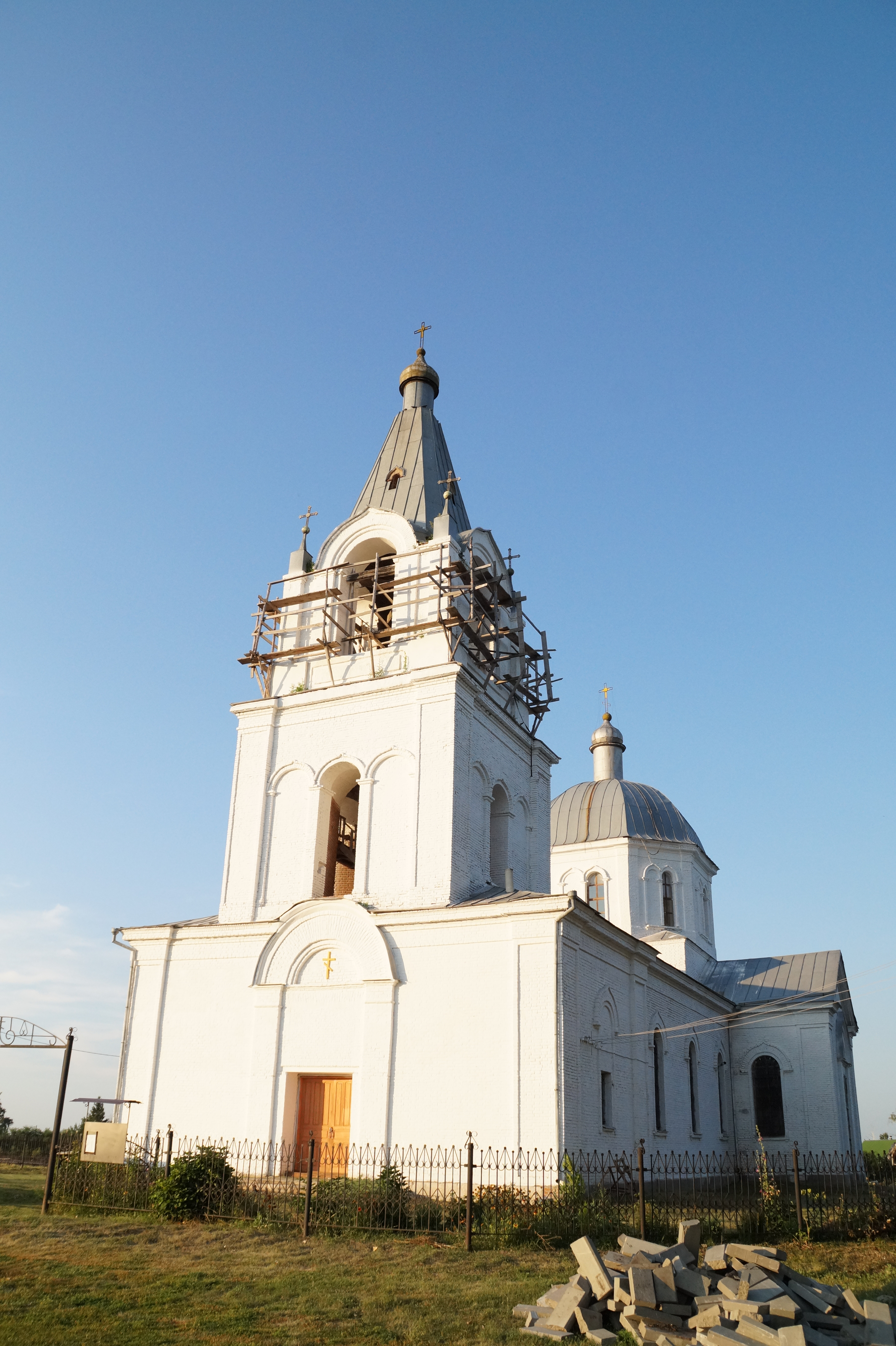
Església del poble

Beriózovka (en rus: Берёзовка) és un poble de l'óblast de Vorónej, a Rússia, segons el cens del 2010 tenia 936 habitants.